# Comuna Șostakove, raionul Mîkolaiiv, regiunea Mîkolaiiv
Șostakove (în ucraineană Шостакове) este o comună în raionul Mîkolaiiv, regiunea Mîkolaiiv, Ucraina, formată din satele Korciîne, Novoiuriivka și Șostakove (reședința).

## Demografie
Componența lingvistică a comunei Șostakove
     Ucraineană (91,76%)
     Rusă (8,05%)
     Alte limbi (0,09%)
Conform recensământului din 2001, majoritatea populației comunei Șostakove era vorbitoare de ucraineană (91,76%), existând în minoritate și vorbitori de rusă (8,05%).